# فرودگاه تاکسیمو
فرودگاه تاکسیمو (به روسی: Таксимо) فرودگاهی عمومی واقع در Taksimo در کشور روسیه است.

## شرکت‌های هواپیمایی و مقصدهای پروازی
| شرکت‌های هواپیمایی | مقصدهای پروازی |
| ----------------- | -------------- |
| آنگارا ایرلاینز   | اولان‌اوده      |